# Gustave Coquebert de Montbret
Pour les articles homonymes, voir Coquebert de Montbret.
Gustave Auguste de Coquebert de Montbret, né à Reims le 31 mars 1804 et mort le 8 juillet 1836 à Ivry-sur-Seine, est un botaniste et explorateur français, spécialiste des Lamiaceae.

## Biographie
Fils d'Antoine-Jean Coquebert de Montbret, magistrat, qui a toujours consacré son temps libre à l'étude de l'histoire naturelle et neveu de Charles Coquebert de Montbret, il voyage dans le sud de la France, les Alpes et les Pyrénées pour y étudier la botanique.
Il fait ses études à Orléans puis à Paris et, en 1830, est à Istanbul où il collecte et étudie les plantes de l'Asie Mineure, la Turquie, l'Arménie et l'Égypte. Avec Rémi Aucher-Éloy, qu'il a rencontré à Alexandrie, il visite la Syrie et, par la vallée de l'Euphrate et Erzeroum, parcourt l'Asie Mineure d'Alep à Trébizonde. Vingt-huit espèces nouvelles sont alors découvertes. Il revient en France en 1834 par la Serbie, la Hongrie et l'Allemagne mais, alors en préparation d'un nouveau périple, meurt d'une maladie foudroyante.